# Rachael MacFarlane
Pour les articles homonymes, voir Rachael et MacFarlane.
Rachael MacFarlane, née le 21 mars 1976 à Kent (Connecticut), est une actrice américaine spécialisée dans le doublage, connue pour doubler le personnage de Hayley Smith dans la série télévisée américaine American Dad!.
Elle est la sœur de Seth MacFarlane.